# 世界树迷宫系列
世界树迷宫是Atlus在任天堂掌上游戏机出品的电子角色扮演游戏（RPG）系列。系列首作《世界树迷宫》于2007年发行，至今（2018年8月）一共有6部正传和多部衍生游戏。

## 游戏
正传
- 世界树迷宫（2007，任天堂DS）
- 世界树迷宫II 诸王的圣杯（2008，任天堂DS）
- 世界树迷宫III 星海的来访者（2010，任天堂DS）
- 世界树迷宫IV 传承的巨神（2012，任天堂3DS）
- 世界樹迷宫V 漫長神話的盡頭（2016，任天堂3DS）
- 世界树迷宫X（2018，任天堂3DS）

重制
- 新·世界树迷宫 梅尼亚姆的少女（2013，任天堂3DS）
- 新·世界树迷宫2 法夫尼尔的骑士（2014，任天堂3DS）

跨界作品
- 女神异闻录Q 迷宫暗影（2013，任天堂3DS，首度與同公司的作品合作）
- 世界树与不思议的迷宫（2015，任天堂3DS，首度與其他公司的作品合作）
- 世界树与不思议的迷宫2（2017，任天堂3DS）
- 女神異聞錄Q2 新電影迷宮（2018，任天堂3DS）

其它
- 世界树迷宫S 悠久的霸者（2012，移动电话） - 与GREE合作的社交游戏，2013年停止服务